# الصم في كندا الناطقة بالفرنسية
يوجد في كندا حوالي 357000 شخص أصم و3210000 شخص يعانون من ضعف السمع. يمكن تقسيم البلاد إلى مناطق ناطقة بالفرنسية وأخرى ناطقة بالإنجليزية، وتعتبر اللغتان الفرنسية والإنجليزية لغتين رسميتين. تعتبر غالبية كندا من الناطقين باللغة الإنجليزية، في حين أن مقاطعة كيبيك إلى جانب أجزاء صغيرة من نيو برونزويك وأونتاريو ومانيتوبا تتحدث الفرنسية بشكل أساسي. ويؤدي وجود هاتين اللغتين والثقافتين الرئيسيتين أيضًا إلى ظهور ثقافات صماء مختلفة بين المنطقتين. في المناطق الناطقة بالفرنسية، اللغة الرسمية المستخدمة من قبل الأشخاص الصم وضعاف السمع هي لغة الإشارة الكيبيكية (Langue des signes québécoise؛ LSQ).

## لغة
لغة الإشارة في كيبيك (Langue des signes québécoise (LSQ) هي لغة الإشارة التي يستخدمها الصم في المناطق الناطقة بالفرنسية في كندا وهي لغة فريدة من نوعها في المنطقة. على غرار التناقضات بين اللغة الفرنسية الأوروبية والفرنسية الكندية، هناك اختلافات موجودة أيضًا بين لغة الإشارة الفرنسية ولغة الإشارة الكندية. نشأ جزء كبير من لغة الإشارة الأمريكية (ASL) ولغة الإشارة الفرنسية (LSF).
تم إدخال لغة الإشارة إلى كيبيك من خلال الجماعات الدينية التي تعمل على تعزيز تعليم الأطفال الصم. رجال الدين القديس فياتور (Clercs de Saint-Viateur) جلبت LSF وتقنيات التدريس من فرنسا بينما جلبت أخوات بروفيدانس (Soeurs de la Providence)، بعد أن تدرب في الولايات المتحدة، حصل على لغة الإشارة الأمريكية. وقد اجتمعت هاتان المؤثرتان لتكوين لغة الإشارة في كيبيك. يتم استخدام لغة الإشارة LSQ فقط من قبل مجتمعات الصم في كيبيك، مما يجعلها لغة إشارة لمجتمع الصم. تعتبر LSQ لغة صغيرة تضم أقل من 10000 مستخدم ويقال إنها مستقرة.

## المنظمات
الجمعية الكندية للصم (Association des sourds du Canada (CAD) يدافع عن الأشخاص الصم في البلاد. يمثل CAD كل من المناطق الناطقة بالفرنسية والناطقة باللغة الإنجليزية في كندا. وتعتقد المنظمة أن لغة الإشارة تستحق نفس التقدير مثل أي لغة أخرى. تعارض الجمعية الأمريكية للصم (CAD) أشكال التواصل التي أنشأها أشخاص غير صم، مثل رؤية اللغة الإنجليزية الدقيقة، واللغة الإنجليزية الموقعة، والكلام الموجه، واللغة الإنجليزية المشفرة يدويًا، والتي يقولون إنها "تشوه لغة الإشارة الحقيقية من أجل جعلها تتوافق مع قواعد اللغة وتركيبها النحوي للغة اللفظية ".
جمعية الأشخاص الذين يعانون من عجز السمع (Association des personnes avec une déficience de l'audition) هي منظمة غير ربحية تركز على مساعدة الأشخاص على العيش مع فقدان السمع. تستهدف المجموعات الأشخاص من جميع الأعمار الذين يعانون من ضعف السمع ولكن تركز على المسنين. تقدم APDA دعمًا ومساعدة متبادلة ومعلومات ومراجع. تهدف APDA إلى مساعدة الأشخاص الذين يعانون من فقدان السمع على التكامل بشكل أفضل مع المجتمع وتعزيز إدماجهم الاجتماعي. كما تزيد منظمة التعاون الصم عن الوعي بالمشاكل التي يواجهها الأشخاص الصم والصصصص الصم والتي يدافعون عن حقوق الأشخاص الصميين.

## حقوق الإنسان والحقوق المدنية
في كيبيك، LSQ ليست لغة معترف بها رسميًا. يحظر ميثاق اللغة الفرنسية ويسعى إلى الحد من استخدام أي لغة أخرى غير الفرنسية، بما في ذلك اللغة الإنجليزية والفرنسية.  وعلى الرغم من الجهود المستمرة لإدراج لغة الإشارة الأمريكية ولغة الإشارة الكيبيكية في ميثاق اللغة الفرنسية، لم يتم اتخاذ أي إجراء للاعتراف بوضع لغات الإشارة في كيبيك. ويجري اتخاذ إجراءات أخرى لضمان أهمية اللغة الفرنسية في كيبيك مع خطط لإجراء تعديلات على ميثاق اللغة الفرنسية من خلال مشروع القانون رقم 96. الهدف من مشروع القانون رقم 96 هو ضمان أن تكون اللغة الفرنسية هي اللغة الرسمية الوحيدة في كيبيك؛ وهذا يشكل مصدر قلق متزايد في مجتمع الصم وضعاف السمع.  بسبب عدم الاعتراف من قبل حكومة كيبيك، من الصعب على الأفراد الصم الذين يستخدمون LSQ الوصول إلى الموارد التي أقرتها المقاطعة مثل التعليم العالي والتوظيف والرعاية الصحية.
اتفاقية حقوق الأشخاص ذوي الإعاقة هي معاهدة للأمم المتحدة تهدف إلى حماية حقوق الأشخاص ذوي الإعاقة. صادقت كندا على اتفاقية حقوق الأشخاص ذوي الإعاقة في عام 2010 وهي على اطلاع دائم بالتقارير، وكان آخرها تقرير نشرته في عام 2017.

## تعليم
لقد اتجه النظام الأكاديمي للصم في كيبيك نحو دمج الطلاب في النظام الأكاديمي السمعي. تتجاهل المدارس الثلاث الأكثر شهرة للصم في كيبيك وجود لغة الإشارة وتركز على اكتساب اللغة المنطوقة للأطفال الصم.[بحاجة لمصدر] يعرف العديد من معلمي الصم في كيبيك لغة الإشارة كلغة ثانية، ويفتقرون إلى الطلاقة التي قد يتمتع بها الشخص الأصم.

### مدرسة شفهية
مدرسة أوراليست هي مدرسة في مدينة كيبيك تركز على إعداد الأطفال الصم لدخول عالم اللغة المنطوقة. اللغة المستخدمة في التدريس هي اللغة الفرنسية، وتعتقد هذه المؤسسة أنه لكي ينجح الأطفال الصم في العالم، يجب أن يكونوا متمكنين من اللغة الشفهية والمكتوبة. تقدم مدرسة أوراليست برامج على المستوى الابتدائي والثانوي.

### مدرسة ماكاي للصم
مدرسة ماكاي للصم هي مدرسة إقليمية في مونتريال. يخدم الطلاب الذين تتراوح أعمارهم بين 4 و21 عامًا والذين يعانون من الصمم وضعف السمع أو الإعاقات الجسدية أو اضطرابات التواصل. كما قاموا بتنفيذ برنامج التكامل العكسي حيث ينضم الأطفال الذين يعانون من ضعف السمع والذين تتراوح أعمارهم بين 4 و11 عامًا إلى المدرسة ويتم تعليمهم جنبًا إلى جنب مع الأطفال الصم والمعوقين جسديًا. يجب أن يكون لدى الطلاب في برنامج التكامل العكسي أهلية اللغة الإنجليزية وأن يعيشوا ضمن حدود مجلس مدرسة مونتريال الإنجليزية.

### مدرسة مونتريال الشفوية للصم
مدرسة مونتريال الشفوية للصم (MOSD) هي مدرسة خاصة تركز على توفير التعليم السمعي اللفظي للأطفال الذين يعانون من فقدان السمع. غرضهم هو المساعدة في تطوير مهارات الاستماع واللغة المنطوقة لدى الطفل، وهم يؤسسون ممارساتهم على المبادئ التي وضعتها أكاديمية ألكسندر جراهام بيل. تستهدف هذه المدرسة الأطفال الذين تتراوح أعمارهم بين 6 و12 عامًا، وتهدف إلى مكافحة تأخر اللغة الذي يواجهه الأطفال الصم غالبًا ودمجهم في المدارس العادية. وفقًا لأهداف برنامج التعليم في كيبيك، تقدم MOSD دروسًا أدبية خاصة وخدمات السمع لضمان أن مهارات اللغة المنطوقة لدى الطفل تتوازى مع مهارات أقرانه من ذوي القدرة السمعية. كما تقدم وزارة التعليم والخدمات الاجتماعية خدمات الدعم للأطفال الصم وضعاف السمع من جميع الأعمار، بما في ذلك خدمات التدخل المبكر للأطفال الذين تتراوح أعمارهم بين 0 و3 سنوات. وتشير تقارير وزارة التنمية الاجتماعية إلى أن 80% من خريجيها ينتقلون إلى التعليم ما بعد الثانوي.

### التعليم العالي
يتمكن الطلاب الصم في كيبيك من الوصول إلى التعليم العالي من خلال خدمات الدعم مثل المترجمين والمدونين، ولكن لا توجد مؤسسة تعليم ما بعد الثانوية متخصصة في الأفراد الصم. [بحاجة لتحديث] كما يتم تقديم التدريب المهني في المدن لأولئك الذين لديهم احتياجات خاصة، بما في ذلك الصم. في برامج ما بعد المرحلة الثانوية وبرامج تدريب البالغين للصم، تعد لغة الإشارة الأمريكية هي لغة الإشارة الأساسية المستخدمة في جميع أنحاء كندا، وخاصة مع نهج التعليم ثنائي اللغة والثقافة.

## توظيف
في كيبيك، 90% من الصم عاطلون عن العمل أو يتلقون مساعدات اجتماعية. هناك العديد من العوائق فيما يتعلق بتوظيف الأشخاص الصم في كيبيك. في عام 2016، نشرت جمعية السمع الكندية أن شركة تأمين السيارات في كيبيك، Société de l'assurance automobile du Québec، لن تسمح للسائقين الصم بالحصول على رخصة الفئة 4C، وهو شرط أساسي للتوظيف لسائقي سيارات الأجرة والليموزين وركوب السيارات المشتركة.

## الرعاية الصحية
أثبتت قضية إلدريدج ضد كولومبيا البريطانية (المدعي العام) لعام 1997 أن مرافق الرعاية الصحية في كندا ملزمة بتوفير خدمات الترجمة للأفراد الصم. ولم يتم تنفيذ الحلول على نطاق واسع. غالبًا ما يُحرم الأشخاص الصم في كندا من المترجمين أو يتم تشخيصهم بشكل خاطئ بإعاقات أخرى، مثل الإعاقات الذهنية، مما يؤدي إلى عدم الحصول على موافقة مستنيرة بشأن الرعاية الصحية الخاصة بهم. هناك قلق بين المرضى الصم فيما يتعلق بسلامة الأدوية والمخاطر الطبية الأخرى، بسبب عدم كفاية التواصل بين المتخصصين الطبيين والمرضى الصم. بسبب نقص أجهزة الهاتف المتاحة، قد يواجه المرضى الصم صعوبة في الاتصال بمكاتب الأطباء، مما قد يؤدي إلى تأخير الرعاية أو نقص الرعاية الروتينية.
بالنسبة لأولئك الذين يعيشون في المناطق الريفية في كيبيك، من الصعب جدًا الوصول إلى مترجم. قد تطلب المنظمات الصحية في المناطق الأكثر بعدًا من الصم دفع تكاليف المترجم بأنفسهم. يُترك بعد ذلك للمرضى الصم إما أن يدفعوا ثمن مترجم خاص بهم، أو يطلبوا المساعدة من الأصدقاء أو العائلة في الترجمة، أو يتواصلوا بطريقة أخرى. يعاني المرضى الصم في كيبيك أيضًا من صعوبة التعبير عن أعراضهم ومشاكلهم بسبب نقص المفردات التي تغطي أعراضهم. بسبب نقص المعرفة حول قضايا مثل الصحة العقلية والإيدز، قد لا يدرك الأشخاص الصم مشاكلهم باعتبارها مخاوف طبية.
بالنسبة للأطفال الذين تقل أعمارهم عن 11 عامًا، يتم تغطية أجهزة السمع بموجب خطة التأمين الصحي في كيبيك إذا كان فقدان السمع يعيق القدرة الكاملة على الكلام وتطور اللغة. يتم تحديد الأهلية بعد إجراء اختبارات مكثفة لقياس مدى ومستوى فقدان السمع.

### الكشف المبكر والتدخل
في كندا، يعد الكشف المبكر عن مشاكل السمع والتدخل فيها مسؤولية كل مقاطعة أو إقليم، حيث يقع ضمن قطاع الرعاية الصحية. لا يوجد تفويض وطني أصدرته حكومة كندا لتنظيم فحص السمع لدى حديثي الولادة والتدخل المبكر. تتوفر خدمات التدخل السمعي المبكر في كيبيك فقط في المراكز المتخصصة والمستشفيات المنتشرة في جميع أنحاء المقاطعة.
خططت مقاطعة كيبيك لتنفيذ الفحص الشامل بحلول نهاية عام 2013. في عام 2014، تم تصنيف جهود الكشف المبكر عن السمع والتدخل في كيبيك على أنها غير كافية من قبل فرقة العمل الكندية لسمع الأطفال. اعتبارًا من عام 2022، تم فحص 53% فقط من الأطفال المولودين في كيبيك للسمع، مقارنة بـ 97% في كولومبيا البريطانية و94% في أونتاريو. كان هذا زيادة عن تقديرات عام 2020 التي أشارت إلى أن حوالي 30% من أطفال كيبيك يتلقون فحص السمع.
تذكر وزارة الصحة والخدمات الاجتماعية في كيبيك أنه بدون فحص السمع للمواليد الجدد، لا يتم اكتشاف فقدان السمع إلا بعد أن يبلغ الطفل عامين من العمر. الفترة الزمنية من سنة إلى ثلاث سنوات حاسمة لاكتساب اللغة؛ ومن المهم بشكل خاص أن يتلقى الأطفال قدرًا كبيرًا من المدخلات اللغوية في السنة الأولى من حياتهم حتى تتطور أبعاد معينة من اللغة، مثل اكتساب بناء الجملة، بشكل صحيح. الأطفال الذين لم يتم فحصهم لفقدان السمع معرضون لخطر الحرمان اللغوي.